# Martin Whitmarsh
Martin Whitmarsh, född den 29 april 1958, är en brittisk företagsledare som senast var VD för Formel 1-stallet Aston Martin F1. Han har även varit VD för McLaren Racing och stallchef för Formel 1-stallet McLaren.
Whitmarsh tillträdde som stallchef för McLaren 1 mars 2009 efter Ron Dennis. Inför 2014 lämnade Whitmarsh sina uppdrag hos McLaren och ersattes som stallchef av Éric Boullier.